# محمد وردی‌زاده
محمد وردی‌زاده بازیگر اهل کشور جمهوری آذربایجان است. از فیلم‌هایی که وی در آنها بازی کرده‌است می‌توان به فیلم بابک اشاره نمود.
مشارکت‌کنندگان ویکی‌پدیا. «Məhəmməd Verdizadə». در دانشنامهٔ ویکی‌پدیای ترکی آذربایجانی، بازبینی‌شده در ۲۴ آذر ۱۴۰۱.